# Bob Sinclar
Pour les articles homonymes, voir Friant.
Bob Sinclar, de son vrai nom Christophe Le Friant, né le 10 mai 1969 dans le 11e arrondissement de Paris, est un disc jockey (DJ), remixeur, compositeur et producteur de musique français.
Après avoir pris le nom de scène Chris the French Kiss et fait partie des groupes The Mighty Bop et Reminiscence Quartet à ses débuts dans le platinisme, il adopte, au milieu des années 1990, le pseudo Bob Sinclar, du nom du personnage incarné par Jean-Paul Belmondo dans le film Le Magnifique de Philippe de Broca (1973).
Au début des années 2000, il est considéré comme l'un des grands représentants de la house music. Il est à l’origine de succès internationaux et de projets (parmi lesquels Africanism All Stars), de la production de Salomé de Bahia (avec notamment le single Outro Lugar), outre de nombreux remix. Son label, Yellow Productions, compte les artistes Dimitri from Paris, Kid Loco et DJ Yellow.

## Biographie

### Origines familiales
Christophe Le Friant est né le 10 mai 1969 dans le 11e arrondissement de Paris. Sa famille est originaire de Douarnenez dans le Finistère.

### Enfance et adolescence parisiennes
Le jeune Christophe passe son enfance et son adolescence à Paris, dans le quartier du Marais où habitent ses parents.
Passionné de football, il est sélectionné avec son équipe poussin par la mairie de Paris pour accompagner l'équipe de France en Argentine pour la Coupe du monde de football de 1978. Il déclarera, en 2010, qu'il était présent au match Argentine-France, à Buenos Aires, le 6 juin 1978.

### Carrière

#### Débuts comme disc jockey
Alors qu'il est « GO tennis » au Club Med, ou, selon ses dires, éducateur (professeur de tennis) à la mairie de Paris, Christophe Le Friant se lance dans la carrière de disc jockey en 1986, à l'âge de 17 ans. Il décroche des résidences dans diverses discothèques — au Palace, aux Bains Douches et au Queen (alors Studio 102) —, ce qui lui permet de se former aux platines tout en poursuivant des études de niveau BTS.

#### Co-création du label Yellow Productions
En 1990, alors qu'il est DJ au Palace, Christophe Le Friant rencontre DJ Yellow, alias Alain Hô, amateur de jazz et de funk et spécialiste de musique brésilienne,. Celui-ci lui fait découvrir les originaux hip-hop des repiquages qu'il utilise aux platines. Se complétant l'un l'autre, tous les deux fondent, au début des années 1990, dans le quartier du Marais, le label Yellow Productions. L'entreprise rencontre rapidement le succès d'abord avec des compilations puis leur propre production.
Spécialisé d'abord dans la soul, le hip-hop et l'acid jazz, le label va peu à peu s'élargir à la musique house. Le Friant se cache alors sous le pseudos de « Chris the French Kiss ».
En 1996, il sort avec Dimitri from Paris l'album Sacrebleu, lequel fait un carton avec un demi-million d'exemplaires vendus. La même année, l'album disco funk Homework des Daft Punk crée en France une dynamique dont profite Yellow Productions.

#### Adoption du pseudonyme Bob Sinclar
Le Friant imagine le concept « Bob Sinclar », reprenant le nom de l'espion de choc incarné par Jean-Paul Belmondo dans le film Le Magnifique de Philippe de Broca en 1973. Cela ne devait être à l'origine qu'un seul et unique album, réunissant des titres de compositeurs et DJs anonymes, sous le pseudonyme général humoristique « Bob Sinclar », ne devant pas être pris au sérieux. C'est DJ Yellow qui se produit sous le pseudonyme Bob Sinclar et assure la promotion de l'album Paradise. Avec The Ghetto, My Only Love et Ultimate Funk, cet album fera de ses auteurs « les champions du monde d'une house bodybuildée, prompte à faire chavirer les dancefloors les plus endormis. ».

#### Décollage avec le titreGym Tonic
Christophe Le Friant rencontre alors en mars 1998 Thomas Bangalter, membre du groupe Daft Punk, également directeur du label Roulé et membre fondateur du groupe Stardust, avec le tube Music Sounds Better with You. Dans un avion à destination de Miami pour la Winter Music Conference, Le Friant vend le concept-album Bob Sinclar à Thomas Bangalter et finit par convaincre ce dernier d'y participer avec un morceau.
De retour à Paris, Thomas Bangalter crée en une nuit le titre Gym Tonic avec la voix échantillonnée de Jane Fonda. Il le transmet à Christophe Le Friant en stipulant que ce morceau ne doit ni figurer parmi les autres titres compilés anonymement sur l'album concept Bob Sinclar, ni faire l'objet d'un tirage en single.

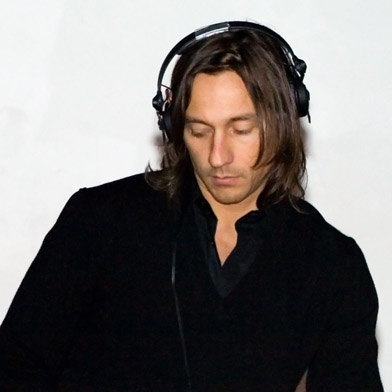
Bob Sinclar en 2008.

Gêné par l'accord qui le lie avec Bangalter, Christophe Le Friant accepte dans un premier temps de sortir Gym Tonic en maxi avec la mention prudente « For promotion only ». Le disque se retrouve en vente dans les bacs. Il est joué partout, sans l'accord de Thomas Bangalter, et sans que les droits d'auteur pour les morceaux échantillonnés aient été réglés. En effet, le repiquage de la voix de Jane Fonda a été utilisé sans l'autorisation de l'artiste américaine, tout comme le repiquage du morceau Bad Mouthin de la maison de disques américaine Motown. Les avocats sont alors actionnés de part et d'autre. La maison de disques Warner sortira une version bis de Gym Tonic, retravaillé par un DJ, et sans la voix de Jane Fonda. Avec le titre de Thomas Bangalter (qualifié de remixer sur la jaquette du disque), l'album Bob Sinclar décolle et lance la carrière de Christophe Le Friant.

#### ProjetAfricanism All Stars
En 2001, Bob Sinclar est l'auteur du projet Africanism All Stars, qui réunit les DJs connus Eddie Amador, Lego, DJ Gregory, Martin Solveig, de la production de Salomé de Bahia avec notamment le single Outro Lugar, reprise du titre Another Star de Stevie Wonder que Kaoma a adapté en portugais.

#### The Beat Goes OnetKiss my Eyes
En 2003, il enregistre l'album III, une production électronique, sur lequel se trouve The Beat Goes On et Kiss my Eyes composés avec Alain Wisniak.

#### Rupture avec Alain Hô
La même année, malgré une amitié de plus de quinze années et la belle réussite du label Yellow Productions, Bob Sinclar et Alain Hô se séparent. Alain Hô/DJ Yellow ne se retrouve plus dans les proportions[pas clair] qu'a prises le label. Quelques mois plus tard, DJ Grégory quitte lui aussi le label.

#### Love Generation,World, Hold OnetRock This Party
En avril 2006 sort Western Dream, assez médiatisé grâce au titre Love Generation, qui est le générique de la 5e édition de l'émission Star Academy dès la rentrée de septembre 2005. Un deuxième single le suit : World, Hold On en collaboration avec le chanteur britannique Steve Edwards en avril 2006, puis Rock This Party avec Big Ali en juin de la même année.

#### Célébrations et manifestations
Le soir du 6 mai 2007, à l'appel de Nicolas Sarkozy, il mixe sur la place de la Concorde à Paris lors de la fête organisée pour l'élection du nouveau président de la République.
À l'occasion de la Journée internationale de la paix du 21 septembre 2009, il réunit plusieurs centaines de personnes à un concert dans le stade Émile-Anthoine à Paris pour former une inscription géante, « Peace », qui est photographiée depuis l'espace par l'Agence spatiale européenne, partenaire de l'événement, et retransmise en direct sur les écrans du concert,

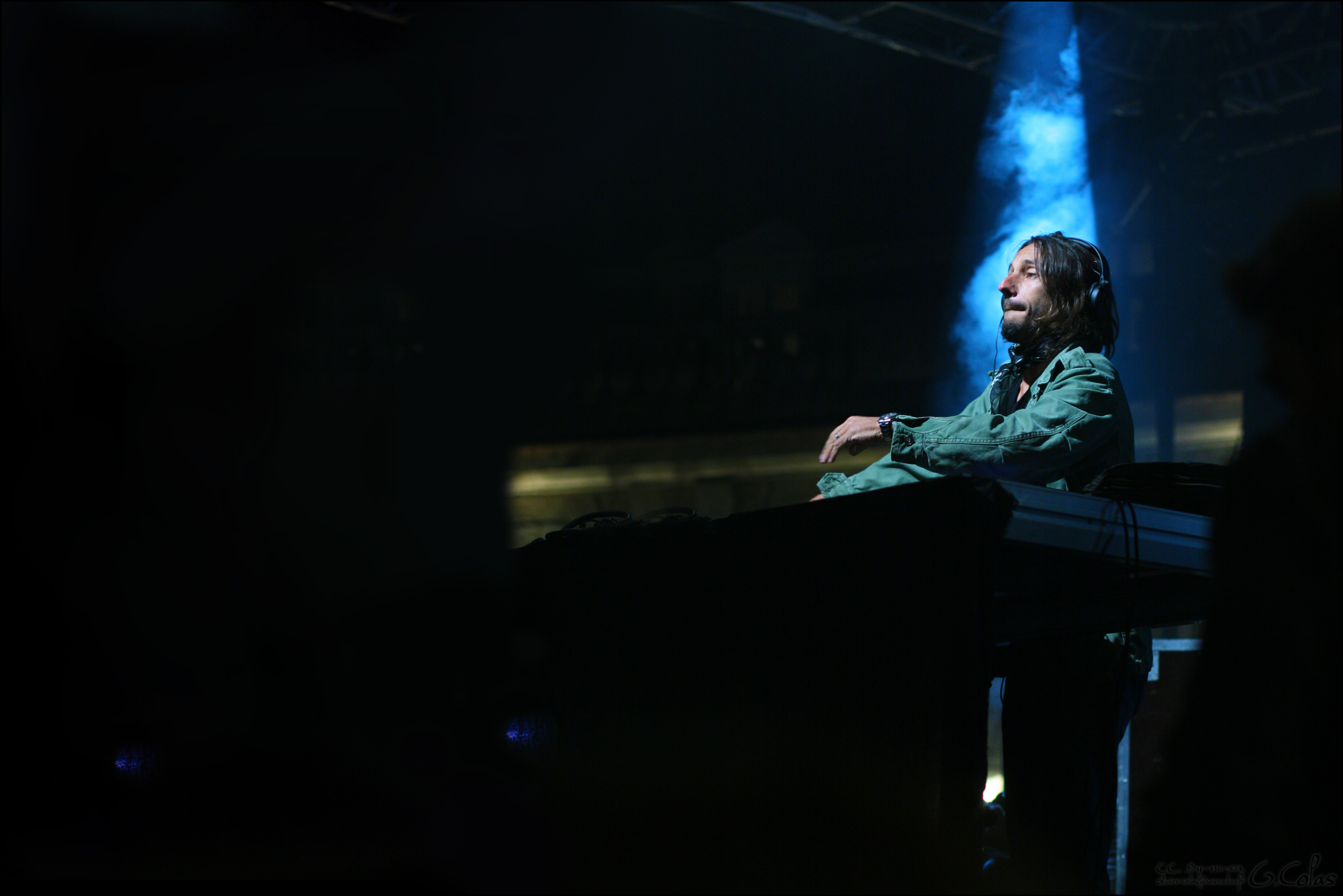
Bob Sinclar à Dijon en 2009.

#### What a Wonderful World
Sur le morceau What a Wonderful World, Bob Sinclar invite Ron Carroll, une grande figure de la scène house de Chicago connu en France pour avoir collaboré avec Superfunk en 2000 sur le morceau Lucky Star. What a Wonderful World est aussi le fruit de la collaboration avec Axwell, Bob Sinclar ayant apporté la mélodique et Axwell le côté club. L'accueil de cette chanson est mitigé, certains DJs internationaux ne passant plus ses musiques jugées trop « commerciales ». Le succès de l'album Born in 69 reste limité par rapport à son précédent album Soundz of Freedom.
En 2010, il fait une apparition avec Novak Djokovic et Gaël Monfils dans le clip du titre Hello de Martin Solveig et Dragonette servant de premier extrait à l'album Smash de Martin Solveig. Le clip se déroule un jour avant le tournoi de Roland Garros sur le court central et on voit Bob et Martin jouer au tennis. La même année, la marque de boisson Oasis fait appel à ses services pour remixer le titre Let's All Chant dans une de ses publicités.

#### Disco CrashetRock the Boat
Le 30 janvier 2012, Bob Sinclar sort son nouvel album intitulé Disco Crash. Il y figure aux côtés des artistes Sean Paul, Snoop Dogg, Sophie Ellis Bextor et Pitbull.
Début 2012, le single Rock the Boat avec le rappeur Pitbull rencontre un certain succès.

#### Paris By Night
Le 2 avril 2013, Bob Sinclar sort son nouvel album Paris By Night (A Parisian Musical Experience). De nombreux morceaux de cet album contiennent des samples célèbres tels que A far l'amore comincia tu de Raffaella Carrà ou Le Avventure Di Pinocchio de Fiorenzo Carpi pour le titre Groupie.

#### Heart of Glass
En 2014, il produit le titre Heart of Glass, reprise du groupe Blondie, parue en 1978, interprétée par Gisele Bündchen, pour les besoins d'un spot publicitaire de la marque H&M.

#### I Believe
En 2018, il sort le single I Believe. Le 18 janvier 2019, il sort le titre Electrico Romantico en duo avec le chanteur britannique Robbie Williams.

#### I'm on my way
Le 29 mai 2020, il sort le single I'm on my way, enregistré avec le chanteur jamaïcain OMI pendant le confinement de 2020.

#### Take It Easy On Me
À partir du 11 janvier 2025, Bob Sinclar créé un buzz en postant des vidéos de lui avec un visage visiblement déformé par ce qui semble être des excès de chirurgie esthétique. C'est en réalité un coup de communication pour promouvoir la sortie de son titre Take It Easy On Me le 31 janvier 2025.

### Vie privée
Bob Sinclar épouse Ingrid Aleman en 1998. De leur union naissent deux enfants, Raphaël Le Friant (en 2000) et Paloma Le Friant (en 2004). Le couple divorce en 2018.

## Discographie
La production musicale de l'auteur s'est inscrite au fil du temps sous divers pseudonymes ou noms de scène, outre Bob Sinclar, le plus connu : il s'agit de Chris The French Kiss, Desmond K, La Yellow 357, Duncan, Mister B, Bob From Paris. Sa production poétique s'est faite sous le couvert du pseudo Ingrid De Lambre.

### Sous Bob Sinclar

#### Albums studio
| Année | Album                               | Classement | Classement | Classement | Classement | Classement | Classement | Classement | Classement |
| Année | Album                               | FRA        | BEL (FL)   | BEL (WAL)  | ESP        | ITA        | P-B        | POR        | SUI        |
| ----- | ----------------------------------- | ---------- | ---------- | ---------- | ---------- | ---------- | ---------- | ---------- | ---------- |
| 1998  | Paradise                            | 27         | —          | —          | —          | —          | —          | —          | 84         |
| 2000  | Champs-Élysées                      | 28         | —          | —          | —          | —          | —          | —          | 84         |
| 2003  | III                                 | 24         | —          | —          | —          | —          | —          | —          | —          |
| 2004  | Enjoy                               | 45         | —          | 83         | —          | —          | —          | —          | —          |
| 2006  | Western Dream                       | 11         | 10         | 10         | 40         | 43         | 47         | 14         | 6          |
| 2007  | Soundz of Freedom                   | 7          | 22         | 10         | —          | —          | 85         | 10         | 22         |
| 2009  | Born in 69                          | 7          | 41         | 25         | —          | 37         | —          | —          | 50         |
| 2010  | Made in Jamaica (avec Sly & Robbie) | 103        | 84         | 78         | —          | 77         | —          | —          | —          |
| 2012  | Disco Crash                         | 19         | 30         | 26         | —          | 49         | —          | —          | 31         |
| 2013  | Paris By Night                      | 114        | —          | —          | —          | —          | —          | —          | —          |

#### Compilations
- Strictly
- House Masters
- Dancefloor FG Winter 2008
- Live at Playboy Mansion
- In the House
- Cerrone by Bob Sinclar
- Love Generation
- Euphoria 2004

#### Singles

##### Singles principaux
| Titre                                                                                  | Année | Classements | Classements | Classements | Classements | Classements | Classements | Classements | Classements | Classements | Classements | Classements | Classements | Album             |
| Titre                                                                                  | Année | FRA         | ALL         | AUS         | AUT         | BEL (FL)    | BEL (WAL)   | É-U Club    | ESP         | ITA         | P-B         | R-U         | SUI         | Album             |
| -------------------------------------------------------------------------------------- | ----- | ----------- | ----------- | ----------- | ----------- | ----------- | ----------- | ----------- | ----------- | ----------- | ----------- | ----------- | ----------- | ----------------- |
| Gym Tonic                                                                              | 1998  | —           | —           | —           | —           | —           | —           | —           | —           | —           | —           | —           | —           | Paradise          |
| My Only Love (feat Lee A. Genesis)                                                     | 1998  | 78          | —           | —           | —           | —           | —           | —           | —           | —           | —           | 56          | —           | Paradise          |
| The Ghetto                                                                             | 1998  | —           | —           | —           | —           | —           | —           | —           | —           | —           | —           | —           | —           | Paradise          |
| Ultimate Funk                                                                          | 1998  | —           | —           | —           | —           | —           | —           | —           | —           | —           | —           | —           | —           | Paradise          |
| I Feel For You                                                                         | 2001  | 44          | 94          | —           | —           | —           | —           | —           | 14          | 33          | —           | 9           | 39          | Champs-Élysées    |
| Darlin' (vs Cutee B feat James "D-Train" Williams)                                     | 2001  | 40          | —           | —           | —           | —           | —           | —           | —           | —           | —           | 46          | —           | Champs-Élysées    |
| Freedom                                                                                | 2001  | —           | —           | —           | —           | —           | —           | —           | —           | —           | —           | 79          | —           | Champs-Élysées    |
| Ich Rocke                                                                              | 2001  | —           | —           | —           | —           | —           | —           | —           | —           | —           | —           | —           | —           | Champs-Élysées    |
| Save Our Soul                                                                          | 2001  | —           | —           | —           | —           | —           | —           | —           | —           | —           | —           | —           | —           | Champs-Élysées    |
| The Beat Goes On                                                                       | 2002  | 22          | —           | —           | —           | 25          | 27          | —           | —           | 29          | 92          | 33          | —           | III               |
| Kiss My Eyes                                                                           | 2003  | 34          | —           | —           | —           | 17          | 37          | 23          | —           | —           | 79          | 67          | —           | III               |
| Prego (avec Eddie Amador)                                                              | 2003  | —           | —           | —           | —           | —           | —           | —           | —           | —           | —           | —           | —           |                   |
| Wonderful World (feat. Ron Carroll)                                                    | 2004  | —           | —           | —           | —           | —           | —           | —           | —           | —           | —           | —           | —           |                   |
| You Could Be My Lover                                                                  | 2004  | —           | —           | —           | —           | —           | —           | —           | —           | —           | —           | —           | —           |                   |
| Love Generation (feat Gary Pine)                                                       | 2005  | 3           | 1           | 1           | 1           | 1           | 2           | 1           | 6           | 9           | 3           | 12          | 2           | Western Dream     |
| World, Hold On (Children of the Sky) (feat Steve Edwards)                              | 2006  | 2           | 19          | 19          | 17          | 3           | 3           | 1           | 13          | 4           | 8           | 9           | 12          | Western Dream     |
| Rock This Party (Everybody Dance Now) (avec Cutee B feat Dollarman, Big Ali & Makedah) | 2006  | 3           | 18          | 6           | 12          | 1           | 1           | 1           | 7           | 11          | 12          | 3           | 4           | Western Dream     |
| Tennessee (feat Farrell Lennon)                                                        | 2007  | —           | —           | —           | —           | 25          | 37          | —           | —           | 21          | —           | —           | —           | Western Dream     |
| Everybody Movin' (feat Ron Carroll & Mz Toni)                                          | 2007  | —           | —           | —           | —           | —           | —           | —           | 1           | —           | —           | —           | —           | Western Dream     |
| Give a Lil' Love (feat Duane Harden & Gary Pine)                                       | 2007  | —           | —           | —           | —           | —           | —           | —           | 27          | 10          | —           | —           | —           | Soundz Of Freedom |
| Sound of Freedom (avec Cutee B feat Dollarman & Gary Pine)                             | 2007  | 6           | 44          | 22          | 39          | 9           | 16          | 1           | —           | 7           | 9           | 14          | 31          | Soundz Of Freedom |
| What I Want (presents Fireball)                                                        | 2007  | 6           | —           | —           | —           | 8           | 7           | 2           | —           | —           | 8           | 52          | 57          | Soundz Of Freedom |
| Together (avec Steve Edwards)                                                          | 2007  | 17          | —           | —           | —           | 21          | 16          | 1           | 6           | 8           | 17          | —           | 72          | Soundz Of Freedom |
| What a Wonderful World (avec Axwell feat Ron Carroll)                                  | 2008  | —           | —           | —           | —           | —           | —           | —           | —           | —           | —           | 14          | 48          | Born in 69        |
| Lala Song (feat The Sugarhill Gang)                                                    | 2009  | 5           | 55          | —           | —           | 9           | 14          | 21          | 26          | 6           | 7           | —           | 68          | Born in 69        |
| Love You No More (feat Shabba Ranks)                                                   | 2009  | 36          | —           | —           | —           | 34          | —           | —           | 2           | —           | 56          | —           | —           | Born in 69        |
| Peace Song (feat Steve Edwards)                                                        | 2009  | —           | —           | 31          | —           | —           | —           | —           | —           | —           | —           | —           | —           | Born in 69        |
| New New New (feat Vybrate & Queen Ifrica & Makedah)                                    | 2009  | —           | —           | —           | —           | —           | —           | —           | —           | —           | 57          | —           | —           | Born in 69        |
| The Russian March (avec Dirty South)                                                   | 2010  | —           | —           | 31          | —           | —           | —           | —           | —           | —           | —           | —           | —           |                   |
| I Wanna (avec Sahara feat Shaggy)                                                      | 2010  | —           | 87          | —           | —           | 24          | 29          | —           | —           | —           | 84          | —           | 46          | Made in Jamaica   |
| Rainbow Of Love (avec Ben Onono)                                                       | 2010  | —           | —           | —           | —           | —           | —           | —           | —           | 5           | —           | —           | —           | Made in Jamaica   |
| Tik Tok (feat Sean Paul)                                                               | 2010  | 40          | 37          | —           | 36          | 18          | 23          | —           | —           | —           | 50          | —           | —           | Disco Crash       |
| I Feel for You 2010                                                                    | 2010  | —           | —           | —           | —           | —           | —           | —           | —           | —           | —           | —           | —           |                   |
| Far l'Amore (avec Raffaella Carrà)                                                     | 2011  | 26          | 46          | —           | 23          | 15          | 7           | —           | 7           | 6           | 16          | —           | 16          |                   |
| Me Not a Gangsta (feat Mr Shammi & Colonel Reyel)                                      | 2011  | 44          | —           | —           | —           | —           | 21          | —           | —           | —           | —           | —           | —           |                   |
| Rock the Boat (feat Pitbull & Dragonfly & Fatman Scoop)                                | 2011  | 22          | 45          | 39          | 51          | —           | 15          | —           | 21          | —           | 47          | —           | 20          |                   |
| F*** With You (feat Sophie Ellis Bextor & Gilbere Forte)                               | 2012  | 144         | —           | —           | —           | —           | —           | —           | —           | 7           | —           | —           | —           |                   |
| Groupie                                                                                | 2012  | 100         | —           | —           | —           | —           | —           | —           | —           | —           | —           | —           | —           |                   |
| Summer Moonlight                                                                       | 2013  | —           | —           | —           | —           | —           | —           | —           | —           | —           | —           | —           | —           | Paris By Night    |
| Cinderella (She Said Her Name)                                                         | 2013  | —           | —           | —           | —           | —           | —           | —           | —           | —           | —           | —           | —           | Paris By Night    |
| Heart of Glass (avec Gisele)                                                           | 2014  | 31          | 73          | —           | —           | —           | —           | —           | 27          | —           | —           | —           | —           |                   |
| Everybody (avec DJ Roland Clark)                                                       | 2014  | —           | —           | —           | —           | —           | —           | —           | —           | —           | —           | —           | —           |                   |
| Back Again                                                                             | 2014  | —           | —           | —           | —           | —           | —           | —           | —           | —           | —           | —           | —           |                   |
| I Want You (feat CeCe Rogers)                                                          | 2014  | —           | —           | —           | —           | —           | —           | —           | —           | —           | —           | —           | —           |                   |
| Feel The Vibe (feat Dawn Tallman)                                                      | 2015  | 163         | —           | —           | —           | —           | —           | 1           | —           | —           | —           | —           | —           |                   |
| I Feel for You (avec Todd Terry)                                                       | 2015  | —           | —           | —           | —           | —           | —           | —           | —           | —           | —           | —           | —           |                   |
| Love Is the Answer (avec Dimitri from Paris featuring Byron Stingily)                  | 2015  | —           | —           | —           | —           | —           | —           | —           | —           | —           | —           | —           | —           |                   |
| Touché                                                                                 | 2016  | —           | —           | —           | —           | —           | —           | —           | —           | —           | —           | —           | —           |                   |
| Move Right (avec Robbie Rivera)                                                        | 2016  | —           | —           | —           | —           | —           | —           | —           | —           | —           | —           | —           | —           |                   |
| I Feel for You (2016 Rework) (avec DBN)                                                | 2016  | —           | —           | —           | —           | —           | —           | —           | —           | —           | —           | —           | —           |                   |
| Someone Who Needs Me                                                                   | 2016  | 54          | —           | —           | —           | —           | 25          | —           | —           | —           | 83          | —           | —           |                   |
| Burning (avec Daddy's Groove)                                                          | 2016  | —           | —           | —           | —           | —           | —           | —           | —           | —           | —           | —           | —           |                   |
| Stand Up                                                                               | 2017  | —           | —           | —           | —           | —           | —           | —           | —           | —           | —           | —           | —           |                   |
| Til The Sun Rise Up (feat Akon)                                                        | 2017  | 139         | —           | —           | —           | —           | —           | —           | —           | —           | —           | —           | —           |                   |
| I Believe (feat Tonino Speciale)                                                       | 2018  | 85          | —           | —           | —           | —           | —           | —           | —           | 56          | —           | —           | —           |                   |
| Electrico Romantico (feat Robbie Williams)                                             | 2019  | 66          | —           | —           | —           | —           | 48          | —           | —           | —           | —           | —           | —           |                   |
| I Feel for You 2019                                                                    | 2019  | —           | —           | —           | —           | —           | —           | —           | —           | —           | —           | —           | —           |                   |
| I'm On My Way (feat OMI)                                                               | 2020  | 22          | —           | —           | —           | —           | —           | —           | —           | —           | —           | —           | —           |                   |
| Love Generation (avec Masaka Kids Africana)                                            | 2021  | —           | —           | —           | —           | —           | —           | —           | —           | —           | —           | —           | —           |                   |
| We Could Be Dancing (feat Molly Hammar)                                                | 2021  | —           | —           | —           | —           | —           | 28          | —           | —           | 93          | —           | —           | —           |                   |
| Save Our Soul (Rework 2021)                                                            | 2021  | —           | —           | —           | —           | —           | —           | —           | —           | —           | —           | —           | —           |                   |
| D.N.A. (avec Kee)                                                                      | 2021  | —           | —           | —           | —           | —           | —           | —           | —           | —           | —           | —           | —           |                   |
| Reels (avec Roxanne Shanté)                                                            | 2022  | —           | —           | —           | —           | —           | —           | —           | —           | —           | —           | —           | —           |                   |
| Borderline (avec NYV)                                                                  | 2022  | —           | —           | —           | —           | —           | 33          | —           | —           | —           | —           | —           | —           |                   |
| I'm Still In Love (avec Stadiumx)                                                      | 2022  | —           | —           | —           | —           | —           | —           | —           | —           | —           | —           | —           | —           |                   |
| Deep Inside of Me (avec A-Trak)                                                        | 2022  | —           | —           | —           | —           | —           | —           | —           | —           | —           | —           | —           | —           |                   |
| Adore                                                                                  | 2023  | —           | —           | —           | —           | —           | —           | —           | —           | —           | —           | —           | —           |                   |
| Never Knew Love Like This Before (avec Quinze)                                         | 2023  | —           | —           | —           | —           | —           | —           | —           | —           | —           | —           | —           | —           |                   |
| Capoeira Mata Um (Zum Zum Zum)                                                         | 2023  | —           | —           | —           | —           | —           | —           | —           | —           | —           | —           | —           | —           |                   |
| Deep Inside of Me (avec A-Trak & Melé)                                                 | 2023  | —           | —           | —           | —           | —           | —           | —           | —           | —           | —           | —           | —           |                   |
| Ti Sento (avec Matia Bazar feat Antonella Ruggiero)                                    | 2023  | —           | —           | —           | —           | —           | —           | —           | —           | —           | —           | —           | —           |                   |
| Digane (avec Sofiya Nzau)                                                              | 2024  | —           | —           | —           | —           | —           | —           | —           | —           | —           | —           | —           | —           |                   |
| Take It Easy On Me                                                                     | 2025  | —           | —           | —           | —           | —           | —           | —           | —           | —           | —           | —           | —           |                   |
| « — » signifie que le single n'est pas classé dans le pays ou n'est pas sorti          |       |             |             |             |             |             |             |             |             |             |             |             |             |                   |

##### Singles pour Africanism All Stars
| Titre                                                                         | Année | Album               |
| ----------------------------------------------------------------------------- | ----- | ------------------- |
| Do It (avec Eddie Amador)                                                     | 2000  | Africanism Vol. 1   |
| Bisou Sucré                                                                   | 2000  | Africanism Vol. 1   |
| Kazet                                                                         | 2001  | Africanism Vol. 1   |
| My Beat                                                                       | 2001  | Africanism Vol. 1   |
| Viel Ou La (feat Exile One)                                                   | 2002  | Africanism Vol. II  |
| On The Drum                                                                   | 2002  | Africanism Vol. II  |
| Slave Nation                                                                  | 2003  | Africanism Vol. II  |
| Amour Kéfé (feat Ladysmith Black Mambazo)                                     | 2004  | Africanism Vol. III |
| Kalimbo (feat Malinga Five)                                                   | 2004  | Africanism Vol. III |
| Chantez l'Éternel                                                             | 2004  |                     |
| Steel Storm (feat Ladysmith Black Mambazo)                                    | 2004  | Africanism Vol. III |
| Sye Bwa (feat Jacob Desvarieux & J. Mi Sissoko)                               | 2004  | Africanism Vol. III |
| Summer Moon (avec Tim Deluxe & David Guetta & Joachim Garraud feat Ben Onono) | 2005  | Africanism Vol. III |
| Juju Beat (avec Jeff Kellner)                                                 | 2006  | Africanism Vol. III |
| Meu Carnaval                                                                  | 2007  |                     |
| No No No No (feat Mister Shammi)                                              | 2012  |                     |
| Samba in Hell                                                                 | 2013  | Africanism Vol. 4   |
| Sea Lion Woman                                                                | 2013  | Africanism Vol. 4   |
| Gipsymen (avec Erik Hagleton)                                                 | 2013  |                     |
| Turn Me On (avec Mani Lapussh)                                                | 2018  |                     |
| Imbalayé                                                                      | 2019  |                     |
| Zanmi Kanmarad (avec Moonlight Benjamin)                                      | 2023  |                     |
| Leleley (avec Arkadyan)                                                       | 2024  |                     |
| Mathar                                                                        | 2024  |                     |

#### Remixes
1996
- Julius Papp - New York City Musik (Bob Sinclar Variation)

1997
- Dimitri from Paris - Sacré Français! (Bob Sinclar Paradise Mix)

1998
- Tom & Joy - Val Minha Tristeza (Bob's Le Mix)
- Second Crusade - May The Funk Be With You (Bob Sinclar Remix)
- Ian Pooley - What's Your Number (Bob Sinclar Paradise Mixx)
- Sounds Of Life - Feel Good (Bob Sinclair's "Blow Your Top & Feel Good" Remix)
- Stardust - Music Sounds Better with You (Bob Sinclar Remix)
- Big Muff - Feel What You Know (Bob Sinclar Remix)

1999
- Superfunk - Come Back (Bob Sinclar Remix)
- Ufo Planet - Plan (Bob Sinclar Remix)
- James Brown - Funk On Ah Roll (Bob Sinclar Remix)
- Jestofunk featuring CeCe Rogers - Happy (Bob Sinclar's Anthem For Life)
- Shazz - Pray (Bob Sinclar "Summer Breeze" Remix)
- Reminiscence Quartet feat. Salomé de Bahia - Eu So Quero Um Xodo (Bob Sinclar Remix)

2000
- Kluster featuring Ron Carroll - My Love (Bob Sinclar Club Mix)
- Fused - Saving Mary (Bob Sinclar Vocal Mix)
- Kings Of Tomorrow - Tear It Up (Bob Sinclar Full Vocal Mix)
- Dr. Kucho! - Bel Mondo Rulez 2.0 (Bob Sinclar Remix)
- L.S. Fiction - Shaft (Bob Sinclar Remix)

2001
- Tom & Joy - Un Regard Un Sourire (Bob's Le Vocal)
- B.M.R. & Level 42 - Starchild (Bob Sinclar "Chase The Star" Mix)
- Magic System - 1er Gaou (Bob Sinclar "Le Bisou" Remix)
- The Ark - It Takes A Fool To Remain Sane (Bob Sinclar "Champs Elysées" Mix)
- Jamiroquai - Little L (Bob Sinclar Remix)
- Cerrone - Striptease (Bob Sinclar Remix)
- Serge Gainsbourg - Marabout (Bob Sinclar Remix)
- Fantastic Plastic Machine - Love Is Psychedelic (Bob Sinclar "Full Spoken" Mix)
- Moby - We Are All Made Of Stars (Bob Sinclar Main Vocal Mix)
- Natalie Cole - Livin' For Love (Bob Sinclar Vocal Mix)

2002
- Bob Sinclar - The Beat Goes On (Antoine Clamaran vs. Bob Sinclar Mix)
- Blaze featuring Palmer Brown - Do You Remember House? (Bob Sinclar Club Mix)
- Mondo Grosso - BLZ (Bob Sinclar Remix)

2003
- L2R vs. Toto - Autre Chanson (Bob Sinclar Remix)
- Dr. Kucho! featuring Jodie - Bel Mondo Rulez 2.0 (It's All About You) (Bob Sinclar Remix)
- David Guetta featuring Barbara Tucker - It's Allright (Bob Sinclar Remix)

2004
- Benoît Poelvoorde - Alexandrie Alexandra (Bob Sinclar Remix)
- ShinyGrey - Why (Bob's Le Dream Mix)
- David Guetta featuring Chris Willis - Just a Little More Love (Bob Sinclar Remix)

2005
- ShinyGrey - You Made A Promise (Bob Sinclar Remix)
- DJ Cam - Espionnage (Bob Sinclar & Cutee B Remix)
- Tom & Joy - Antigua (Bob Sinclar "Amour Kéfé" Remix)
- Eri Nobuchika - Voice (Bob Sinclar Voiceless Remix)
- Salomé de Bahia - Taj Mahal (Bob Sinclar Remix)
- Axwell featuring Steve Edwards - Watch The Sunrise (Bob Sinclar Remix)
- Yves Larock feat Roland Richards - Zookey (Lift Your Leg Up) (Bob Sinclar Africanism All Stars Remix)

2006
- Lionel Richie - All Around The World (Bob Sinclar Remix)
- Lekan Babalola - Elegba (Bob Sinclar Remix)
- Chocolate Puma - Always And Forever (Bob Sinclar Remix)
- Bob Sinclar featuring Steve Edwards - World, Hold On (Children of the Sky) (Bob Sinclar vs. Harlem Hustlers Remix)
- Omar - It's So... (Bob Sinclar Vocal Mix)

2007
- Michel Polnareff - Ophélie Flagrant Des Lits (Bob Sinclar Remix)
- Bob Sinclar - Give A Lil' Love (Harlem Hustlers vs. Bob Sinclar Remix)
- Anané featuring Da Groove Doctors - Shake Dat Booty (Bob Sinclar Remix)
- Martin Solveig - Rejection (Bob Sinclar Remix)
- Mr. V - Put Your Drink Down (Bob Sinclar Remix)
- Rihanna - Don't Stop The Music (Bob Sinclar Remix)
- Hitman - Todo Cambio (Bob's Mix)

2008
- Madonna & Justin Timberlake featuring Timbaland - 4 Minutes (Bob Sinclar "Space Funk" Remix)
- Anané featuring Mr. Vegas & Tony Touch - Shake It (Bob Sinclar Remix)

2009
- Patrick Coutin - J'aime regarder les filles (Bob Sinclar Remix)
- Sliimy - Paint Your Face (Bob Sinclar Remix)
- Barbara Tucker - I Get Lifted (Bob Sinclar Remix)
- Kevin Bryant - Who You Wanna Be (Bob Sinclar Remix)
- Mika - We Are Golden (Bob Sinclar's Big Room Remix)
- Alicia Keys - Doesn't Mean Anything (Bob Sinclar Remix)

2010
- Amadou et Mariam featuring K'Naan - Africa (Bob Sinclar Remix)
- Ultra Naté - Free 2010 (Bob Sinclar Remix)
- The Michael Zager Band - Let's All Chant (Bob Sinclar Remix)

2011
- Bob Sinclar featuring James "D-Train" Williams - Got To Be Free (Bob Sinclar Remix 2011)
- Lu Colombo - Maracaibo (Bob Sinclar Remix)
- AP Beat - Dolce Vita (Bob Sinclar Remix)
- Michael Calfan featuring Kaye Styles - Ching Choing (Bob Sinclar Remix)
- Cerrone - Give Me Love (Bob Sinclar Remix)

2012
- The Wanted - I Found You (Bob Sinclar Remix)
- Yves Montand - C’est si bon (Bob Sinclar Remix)
- Ne-Yo - Let Me Love You (Until You Learn to Love Yourself) (Bob Sinclar Remix)

2013
- Nikki Williams - Kill, F**k, Marry (Bob Sinclar & Joachim Garraud Remix)
- Erik Hagleton - Together Forever (Bob Sinclar Rework)
- Tommy Vee - Reach Me (Di-Run-Dero) (Bob Sinclar Rework)

2014
- Orange Groove - Ready For It (Bob Sinclar Remix)
- Kassav' - Zouk La Sé Sel Médikaman Nou Ni (Bob Sinclar Remix)
- Salomé de Bahia - Outro Lugar (Bob Sinclar & Gregory Cabyan Remix)

2015
- MNEK - The Rhythm (Bob Sinclar Remix)

2017
- Watermät featuring Kelli-Leigh - Won't Stop (Bob Sinclar & The Cube Guys Remix)

2018
- Powerhouse featuring Duane Harden - What You Need (Bob Sinclar Remix)

2019
- Bob Sinclar featuring Robbie Williams - Electrico Romantico (Bob Sinclar & Rayven & Valexx Disco Remix)
- Marshall Jefferson - Lock The Doors (Bob Sinclar Remix)

2020
- Oscar Anton - Bye Bye Again (Bob Sinclar Remix)

2021
- Myd featuring Mac Demarco - Moving Men (Bob Sinclar Remix)

2022
- Joachim Garraud - Street's Parade (Bob Sinclar "Acid Storm" Remix)
- Emma'a - Encré (Bob Sinclar Remix)

2023
- Salomé de Bahia - Outro Lugar (Bob Sinclar Remix)
- Brand New Heavies - Stay This Way (Bob Sinclar Remix)

2024
- Annalisa - Sinceramente (Bob Sinclar Remix)

### Sous d'autres noms

#### Chris The French Kiss

##### Singles
- 1994 : New Groove

##### Remixes
- 1994 : E-Komba - Justa Getta Rapp (Chris & Cutee B Remix)
- 1994 : Indian Vibes - Mathar (Chris Yellow Mix)
- 1995 : The Mighty Bop feat. EJM - Freestyle Linguistique (Chris The French Kiss Remix)
- 1996 : The Mighty Bop & Zazie - Zen (Chris Soul Remixx)
- 1996 : La Yellow 357 - Le Club 357 (Chris The French Kiss Remix)
- 1997 : Pierre Henry & Michel Colombier - Prologue (Chris The French Kiss Mix)
- 1997 : United Future Organisation - The Planet Plan (Paris-Tokyo-San Salvador) (Chris The French Kiss Yellow Productions Mix)

#### La Yellow 357 (avecDimitri from Paris)
- 1996 : Le Club 357
- 1996 : Quelle Sensation Bizarre

#### Bob From Paris
- 2003 : I Wanna Dance

## Top 100DJ Magazine
- 2006 : no 52 (entrée)
- 2007 : no 63 (-11)
- 2008 : no 40 (+23)
- 2009 : no 35 (+5)
- 2010 : no 38 (-3)
- 2011 : no 33 (+5)
- 2012 : no 94 (-61)
- 2013 : no 88 (+6)[47]
- 2014 : non-classé (sortie)
- 2015 : non-classé
- 2016 : non-classé no 133[48]
- 2017 : non-classé
- 2018 : non-classé

## Distinctions

### Récompense

#### NRJ Music Awards
2007 : Meilleur Dj de l'année

#### TMF Awards
2009 : Meilleur Artiste Dance International